# Temple (Maine)
Temple è un comune degli Stati Uniti d'America, situato nello Stato del Maine, nella contea di Franklin.